# Blood on the Dance Floor (группа)
Blood on the Dance Floor (сокращённо BOTDF) — американская музыкальная группа, основанная в 2006 году в городе Орландо, штат Флорида, однако сейчас базируется в городе Сан Диего, штат Калифорния. Группа исполняющая песни в стилях скримо, пауэрпоп и электропоп. На данный момент в группе Девид Торрес и Феллон Уэн Дэтта.

## История

### Начало и первые альбомы (2006—2008)
В 2006 году Девид Торрес, так же известный как «Dahvie Vanity», начал трио под названием «Love the Fashion» c Кристофером Монгильо и Ребеккой Фьюгейт, вскоре группа сменила название на «Blood On the Dance Floor».В апреле 2008 года группа выпустила свой первый альбом «Let’s Start A Riot». Не имея возможности начать тур по Орландо, штат Флорида, Кристофер и Ребекка покинули группу и Девид остался один.
В то же время записывался второй студийный альбом «It’s Hard to be a Diamond in a Rhinestone World» и группу подхватил продюсер и писатель Расти «Lixx» Уилмот. Во время записи этого альбома в группе появился новый вокалист Гаррет Маршалл Маклафлин (так же именующий себя «Garrett Ecstasy»). Релиз альбома на CD состоялся в октябре 2008 года в количестве 300 экземпляров.

### OMFG и Epic (2009—2010)
Торрес и Гаррет за время своего союза в 2008 записали синглы «Sig With Q» и «Suicide Club» и выпустили три мини-альбома в первой половине 2009 года, «I Scream I Scream», OMFG Sneak и «Extended Play». Дуэт отправился в «OMFG Тур» с другими местными группами: Electric Valentine, Weston Buck, The Greenlight District и The Crush с продвижением своего предстоящего альбома под названием OMFG.
Поскольку тур OMFG продолжился и завершился без Гаррета, его заменил Джереми Брайан Гриффис больше известный своим сценическим псевдонимом «Джей Вон Монро». Вместе с Монро, Торрес и новым ударником Ником «Nasty» Венцель выпустили новый сингл «Horrifically Delicious»
Многие песни, первоначально записанные с Гарретом, предназначенные для предстоящего альбома «OMFG», были перезаписаны новым вокалом Джея из-за разногласий Гаррета и Торреса. Альбом получил много изменений в том числе и смена названия с «OMFG» на «Epic», в итоге альбом был выпущен в октябре 2010 года. Группа отправилась в турне весной и летом 2010 года, чтобы продвинуть выпуск Epic. Также с Джефри Стар они записали три песни для этого альбома. Тем не менее, сотрудничество продлилось не долго, так как во время «Looking Hot & Dangerous Tour» начались серьёзные разногласия Девида и Джефри. Позднее Стар будет вносить изменения в группу, а после будет представлен на своём сингле 2014 года «Poison Apple» из альбома Bitchcraft. Как и в предыдущем конфликте с Гарретом, три сингла с участием вокала Джефри были перезаписаны вокалом Джея, а оригинальные треки так и не были представлены. Также группа организовала «Epic Tour» и «Epic Tour Part 2» в поддержку альбома.

### All the Rage! иEvolution (2011—2012)
Ещё до выхода Epic была начата запись четвёртого студийного альбома All The Rage!, дуэт сотрудничал с несколькими артистами для альбома, в том числе и Леди Ногради, Дж. Дж. Демон и Ник «Nasty». Перед альбомом предшествовало несколько синглов для продвижения релиза, в их числе «Bewitcher», «Yo Ho» и «P.L.U.R.». Группа отправилась в Warped Tour 2011 в июне 2011 года и во время тура выпустила альбом.
Клип для сингла «Bewitcher» с Леди Ногради, которая позже сказала, что чувствовала неуважение к себе со стороны группы во время производства альбома, а также от клипа и то что ей приходилось отстаивать своё право на попадание её имени по кредитам работы с ними. Впоследствии на живых концертах песня будет исполняться другими вокалистами вместо Ногради и будет перезаписана вокалом Хейли Роуз для акустического альбома 2013 года Blood Unplugged.
В честь четырёхлетнего юбилея BOTDF был выпущен альбом цифровой компиляции под названием «The Legend of Blood on the Dance Floor». Дата выпуска компиляции была отброшена назад, изначально планировалось выпустить в виде компакт-диска, вместо этого она была выпущена как плей-лист SoundCloud. Компиляция включает в себя ремастированные версии песен из первых четырёх альбомов группы.
Пятый студийный альбом Blood On the Dance Floor, Evolution был выпущен 19 июня 2012 года вместе с Deluxe изданием, в котором были представлены акустический версии двух песен. Два мини-альбома и четыре сингла были выпущены из этого альбома.
В качестве благодарности поклонникам они выпустили мини-альбом Clubbed to Death! 20 июня 2012 года бесплатно через приложение на Facebook. Пятый мини-альбом под названием The Anthem of the Outcast вышел 30 октября в том же году.

### Bad Blood, Scissors и Распад группы (2013—2016)
В начале 2013 года начали появляться слухи о распаде группы но позже выяснилось что слухи оказались мистификацией.
Выход шестого студийного альбома Bad Blood был запланирован на сентябрь 2013. Перед релизом альбома вышло три сингла «I Refuse to Think! (Fuck the Fame)», «Crucified by Your Lies» и «Something Grimm».
Новый седьмой студийный альбом Bitchcraft, был выпущен 10 июня 2014 года. Их новый сингл «We’re Takin over!» записанный вместе с Deuce был выпущен 7 февраля.
Blood On the Dance Floor выпустили свой первый сингл из мини-альбома Cruel Pornography под названием «The Sexorcist». В августе они начали планировать тур «Reign of Blood». 14 февраля 2016 группа выпустила новый сингл «Safe Word» на iTunes.
Середина 2016 года ознаменовала конец продюсирования и совместной работы с Расти «Lixx» Уилмота (2008—2016)
В апреле 2016 года Blood On the Dance Floor объявила о 24-дневном туре со Стивеном Джозефом и BrokenCYDE. 17 августа BOTDF выпустили свой альбом Scissors, выпущенный 30 сентября, на Apple Music.
14 сентября 2016 года Девид сказал, что группа будет распущена после финального тура в результате ухода Джея в начале этого месяца. Был выпущен последний внеальбомный сингл «Rest In Peace». Некоторое время спустя Торрес создал и работал над новым проектом под названием Sinners Are Winners, выпустив мини-альбом под названием For Beginners.

### Восстановление, Kawaii Monster и Haunted (2017-настоящее время)
В апреле 2017 года Девид объявил, о том что группа продолжила свою карьеру 5 мая. Вместо Джея Вон Монро появилась новая вокалистка Фэллон Уэн Дэтта. С тех пор они выпустили синглы «Resurrection Spell», «Love Like Voodoo», «Six Feet Under», «Yo Ho 2 (Pirate’s Life)», «Ghosting» и «Destroy». Их альбом Kawaii Monster был выпущен 31 октября 2017 года. Предварительные заказы Kawaii Monster включали второй диск, ремастированный альбом Let’s Start A Riot. Группа также выпустила эксклюзивный мини-альбом под названием You Are The Heart.
16 февраля в 2018 году выходит альбом Haunted, Deluxe версия которого включала в себя все песни в этом альбоме в инструментальном виде.

## Дискография

### Студийные альбомы
| 2008                                      | Let's Start A Riot - Релиз: апрель 2008 - Лейбл: —                               | —   | —  | —  | —  |
| 2008                                      | It’s Hard to be a Diamond in a Rhinestone World - Релиз: октябрь 2008 - Лейбл: — | —   | —  | —  | —  |
| 2010                                      | Epic - Релиз: октябрь 2010 - Лейбл: Candyland Records                            | —   | 5  | 12 | —  |
| 2011                                      | All The Rage! - Релиз: 2011 - Лейбл: —                                           | —   | 13 | 26 | —  |
| 2012                                      | Evolution - Релиз: 19 июня 2012 - Лейбл: Dark Fantasy Records                    | 42  | 1  | —  | 8  |
| 2013                                      | Bad Blood - Релиз: 3 сентября 2013 - Лейбл: Dark Fantasy Records                 | 137 | 2  | —  | 29 |
| 2014                                      | Bitchcraft - Релиз: 10 июня 2014 - Лейбл: Dark Fantasy Records                   | —   | 18 | —  | —  |
| 2016                                      | Scissors - Релиз: 30 сентября 2016 - Лейбл: Dark Fantasy Records                 | —   | —  | —  | —  |
| 2017                                      | Kawaii Monster - Релиз: 31 октября 2017 - Лейбл: Dark Fantasy Records            | —   | —  | —  | —  |
| 2018                                      | Haunted - Релиз: 16 марта 2018 - Лейбл: Dark Fantasy Records                     | —   | —  | —  | —  |
| 2018                                      | Cinema Erotica - Релиз: 2 ноября 2018 - Лейбл: Dark Fantasy Records              | —   | —  | —  | —  |
| 2019                                      | Hollywood Death Star - Релиз: 5 сентября 2019 - Лейбл: Dark Fantasy Records      | —   | —  | —  | —  |
| «—» ставится, если альбом не попал в чарт |                                                                                  |     |    |    |    |

### Мини-альбомы
| 2009                                      | I Scream I Scream - Релиз: 9 марта 2009 - Лейбл: —                               | —   | —  |
| 2009                                      | OMFG Sneak Peak! - Релиз: 14 июня 2009 - Лейбл: —                                | —   | —  |
| 2009                                      | Extended Play - Релиз: 1 июля 2009 - Лейбл: —                                    | —   | —  |
| 2012                                      | Epic: The Remixes - Релиз: 10 января 2012 - Лейбл: Dark Fantasy Records          | —   | —  |
| 2012                                      | Clubbed to Death! - Релиз: 20 июня 2012 - Лейбл: Dark Fantasy Records            | —   | —  |
| 2012                                      | The Anthem of the Outcast - Релиз: 30 октября 2012 - Лейбл: Dark Fantasy Records | 140 | 26 |
| 2015                                      | Cruel Pornography - Релиз: 8 августа 2015 - Лейбл: Dark Fantasy Records          | —   | —  |
| 2017                                      | Emotional - Релиз: 15 декабря 2017 - Лейбл: Dark Fantasy Records                 | —   | —  |
| 2018                                      | You Are the Heart - Релиз: 22 января 2018 - Лейбл: —                             | —   | —  |
| «—» ставится, если альбом не попал в чарт |                                                                                  |     |    |

### Сборник
| Год  | Детали                                                                                              |
| ---- | --------------------------------------------------------------------------------------------------- |
| 2010 | Lest We Forget The Best Of BOTDF - Релиз: 2010 - Лейбл: —                                           |
| 2011 | The Legend of Blood on the Dance Floor - Релиз: 16 сентября 2011 - Лейбл:—                          |
| 2012 | The Revolution Pack - Релиз: 30 октябрь 2012 - Лейбл: Dark Fantasy Records                          |
| 2013 | Blood Unplugged - Релиз: 20 декабря 2013 - Лейбл: Dark Fantasy Records                              |
| 2016 | RIP 2006-2016 - Релиз: 24 декабря 2016 - Лейбл: Dark Fantasy Records                                |
| 2017 | A Decade In Blood (10th Anniversary Collectors Edition) - Релиз: 2017 - Лейбл: Dark Fantasy Records |
| 2018 | Anthology Part 1 - Релиз: декабрь 2018 - Лейбл: Dark Fantasy Records                                |
| 2019 | Anthology Part 2 - Релиз: 2019 - Лейбл: Dark Fantasy Records                                        |
| 2019 | Anthology Part 3 - Релиз: 2019 - Лейбл: Dark Fantasy Records                                        |
| 2019 | History Written In Blood (Collectors Vinyl Set) - Релиз: апрель 2019 - Лейбл: Dark Fantasy Records  |
| 2019 | Anthology Part 4 & 5 - Релиз: июнь 2019 - Лейбл: Dark Fantasy Records                               |
| 2019 | Anthology Part 6 - Релиз: сентябрь 2019 - Лейбл: Dark Fantasy Records                               |

### Синглы
| Год  | Название                                                     | Альбом                                          |
| ---- | ------------------------------------------------------------ | ----------------------------------------------- |
| 2008 | «Money and Hoes»                                             | Let’s Start a Riot                              |
| 2008 | «Save the Rave»                                              | It’s Hard to be a Diamond in a Rhinestone World |
| 2008 | «Blood on the Dance Floor (DJ Pickee Remix)»                 | It’s Hard to be a Diamond in a Rhinestone World |
| 2008 | «S My D»                                                     | It’s Hard to be a Diamond in a Rhinestone World |
| 2008 | «Suicide Club»                                               | I Scream I Scream                               |
| 2008 | «Siq with a Q»                                               | I Scream I Scream                               |
| 2009 | «Miss Bipolar (Love Fight)» (feat. Lolli Dolli)              | I Scream I Scream                               |
| 2009 | «Looking Hot, Dangerous!»                                    | OMFG Sneak Peak                                 |
| 2009 | «Designed to Kill»                                           | Внеальбомные синглы                             |
| 2009 | «Horrifically Delicious»                                     | Внеальбомные синглы                             |
| 2009 | «Success Is the Best Revenge»                                | Epic                                            |
| 2009 | «Sexting»                                                    | Epic                                            |
| 2009 | «Crunk Man» (Remake)                                         | Epic                                            |
| 2010 | «Designed to Kill» (Remake)                                  | Epic                                            |
| 2010 | «Sexting (Jeffree Star Remix)» (feat. Jeffree Star)          | Внеальбомный сингл                              |
| 2010 | «Inject Me Sweetly» (feat. Jeffree Star)                     | Внеальбомный сингл                              |
| 2010 | «Candyland»                                                  | Epic                                            |
| 2010 | «I’m What Dreams Are Made Of»                                | Epic                                            |
| 2010 | «Lose Control»                                               | Epic                                            |
| 2010 | «You Done Goofed»                                            | Epic                                            |
| 2010 | «Party On»                                                   | Epic                                            |
| 2010 | «Death to Your Heart!»                                       | Epic                                            |
| 2010 | «My Gift & My Curse!»                                        | Внеальбомные синглы                             |
| 2010 | «The Loving Dead»                                            | Внеальбомные синглы                             |
| 2010 | «Yo, Ho! (A Pirate’s Life for Me)»                           | All the Rage                                    |
| 2010 | «Believe»                                                    | Epic                                            |
| 2011 | «Can’t Have What I Got» (feat. Gods Paparazzi and KatiKaine) | 333 Mixtape                                     |
| 2011 | «Happy Violentine’s Day»                                     | All the Rage                                    |
| 2011 | «P.L.U.R.»                                                   | All the Rage                                    |
| 2011 | «Sexting (Rusty Lixx Remix)»                                 | Внеальбомный сингл                              |
| 2011 | «G.F.A.» (feat. JJ Demon, Nick Nasty and Lady Nogrady)       | All the Rage                                    |
| 2011 | «Bewitched» (feat. Lady Nogrady)                             | All the Rage                                    |
| 2011 | «Dark Dreams (Gods Paparazzi Remix)» (feat. Lady Nogrady)    | Внеальбомные синглы                             |
| 2011 | «La Petite Morte» (feat. Elena Vladimirova)                  | Внеальбомные синглы                             |
| 2012 | «Revenge Porn!»                                              | Evolution                                       |
| 2012 | «Unforgiven»                                                 | Evolution                                       |
| 2012 | «Rise and Shine» (feat. Deuce)                               | Evolution                                       |
| 2012 | «Oishi High School Battle Theme Song»                        | Внеальбомные синглы                             |
| 2014 | «We’re Takin' Over» (feat. Deuce)                            | Внеальбомные синглы                             |
| 2016 | «The Sexorcist»                                              | Cruel Pornography                               |
| 2016 | «Safe Word»                                                  | Scissors                                        |
| 2016 | «The Age of the Young & the Hopeless»                        | Scissors                                        |
| 2016 | «Ringleader»                                                 | Scissors                                        |
| 2016 | «Bullseye»                                                   | Scissors                                        |
| 2016 | «Scissors»                                                   | Scissors                                        |
| 2016 | «Sorry Not Sorry»                                            | Scissors                                        |
| 2016 | «RIP 2006—2016»                                              | Внеальбомный сингл                              |

## Видеоклипы
| Год  | Название                    | Режиссёр                           |
| ---- | --------------------------- | ---------------------------------- |
| 2010 | «Death to Your Heart»       | Raul Gonzo                         |
| 2010 | «Believe»                   | Robby Starbuck                     |
| 2011 | «Bewitched»                 | Patrick Fogarty                    |
| 2012 | «Unforgiven»                | Dale Resteghini                    |
| 2012 | «Rise and Shine»            | Dale Resteghini                    |
| 2012 | «Don’t Want To Be Like You» | Caleb Spillyards and Tyler Forrest |
| 2013 | «Damaged»                   | Patrick Fogarty                    |
| 2013 | «The Comeback»              | Tom JcRonin                        |

## Участники
Текущие участники
- Девид Торрес — вокал, гитара, бас, MIDI-клавиатура, синтезатор, (2006—2016, 2017-2019)
- Фэллон Уэн Дэтта — вокал (2017-2019)

Бывшие участники
- Джей Вон Монро — вокал, гитара (2009—2016)
- Кристофер Монгильо — вокал, гитара (2007—2008)
- Ребекка Фьюгейт — вокал, MIDI-клавиатура (2007—2008)
- Гаррет Маклафлин — вокал (2008—2009)
- Мэтти М — вокал (2009)